# Kuźnik (Bronowo)
Kuźnik – nieoficjalny przysiółek wsi Bronowo w Polsce położona w województwie pomorskim, w powiecie słupskim, w gminie Kępice
Miejscowość leży nad rzeką Bystrzenicą i przy drodze wojewódzkiej nr 209.
W latach 1975–1998 miejscowość należała administracyjnie do województwa słupskiego.
Inne miejscowości o nazwie Kuźnik: Kuźnik